# Palazzo Porchera Bellini
Il Palazzo Porchera Bellini si trova a Monza, in via Carlo Alberto 32.

## Storia
Poche sono le notizie certe sull'origine dell'edificio. Dalle ricerche dello storico Augusto Merati si ritiene che l'edificio sia sorto intorno alla prima metà del settecento.

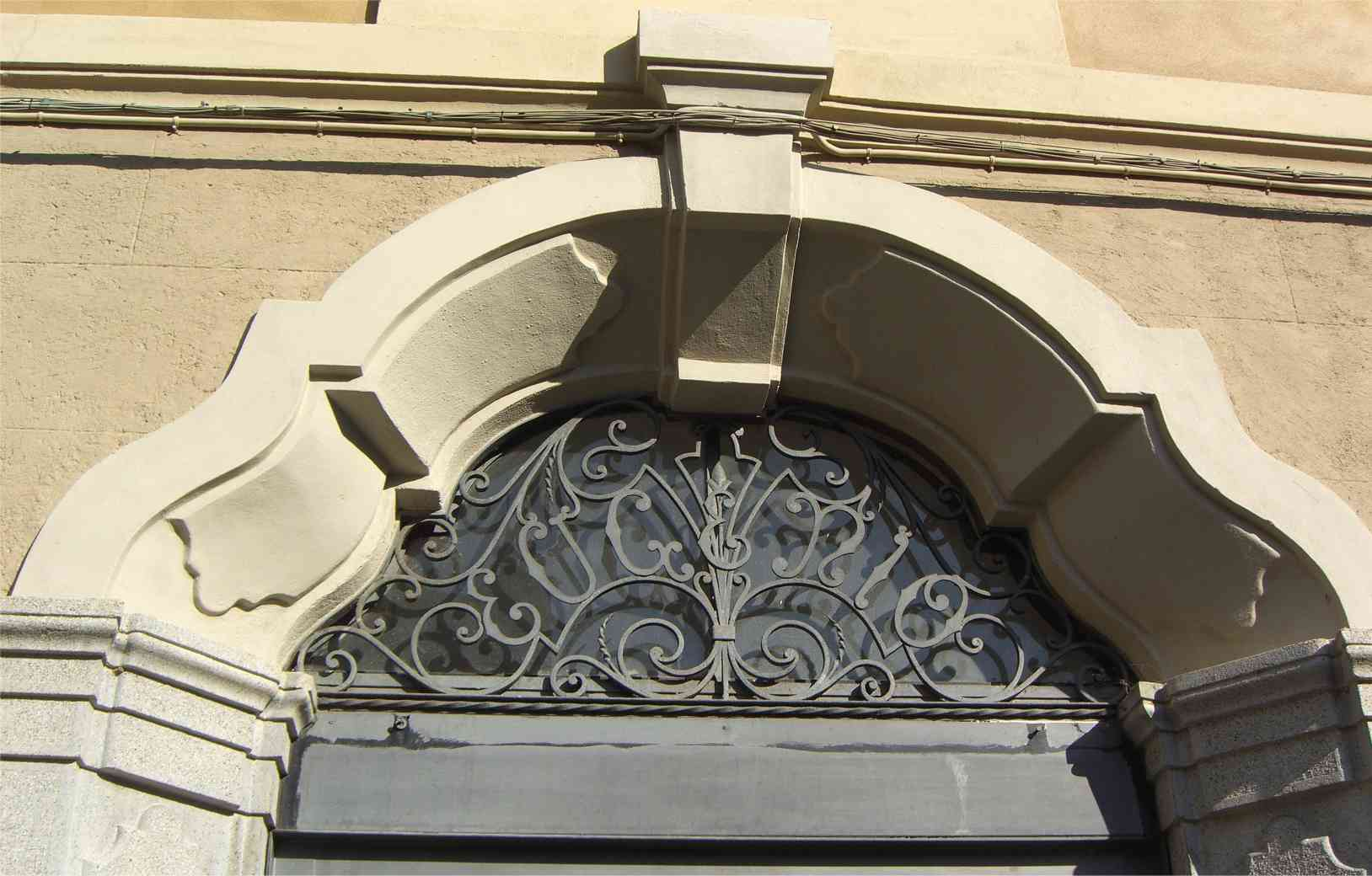
Lunotto del portone d'ingresso del palazzo Porchera, Bellini. Notare la scritta EUGENIO in ferro battuto.

Durante la seconda metà del XIX secolo il palazzo risulta di proprietà della famiglia Porchera che nel 1847 ordina dei grossi lavori di ristrutturazione.
Durante gli anni Venti del XX secolo la proprietà fu acquistata dalla famiglia di Eugenio Bellini, che pose al pian terreno il negozio per la vendita di vernici e smalti. Le griglie che sovrastano le vetrine del negozio portano ancora le diciture Eugenio Bellini Figli. La famiglia ne detiene ormai solo più una parte.

## Architettura
Il palazzo è composto da due corpi: il principale, prospiciente alla strada, ed uno secondario di dimensioni più piccole a cui si accede dal portico e dal cortile interno.
La facciata principale è composta da un piano terreno e due piani superiori, separati da fasce marcapiano. Il portone d'ingresso, posto all'estrema destra, ha installato il dubbio che il progetto iniziale prevedesse una facciata più lunga. Anche la mancanza di simmetria di spazio lasciato fra le finestre e la struttura del cortile interno è coerente con questa teoria.
Entrando nell'edificio si accede ad un portico con soffitto ligneo sostenuto da colonne in stile ionico. Un cancelletto in ferro battuto dà accesso al giardino all'italiana. La facciata interna è in mattone a vista e le finestre sono incorniciate da profili simili a quelli della facciata principale. Sotto al portico, sul lato sinistro, si accede al primo piano attraverso uno scalone. I soffitti del primo piano sono a cassettoni.
Nel 1874, la famiglia Porchera fece aggiungere un piano. L'ingegnere Michele Maggi, incaricato dei lavori, aggiunse dei balconcini a tre finestre del piano nobile e modificò le cornici delle due finestre laterali per dare più movimento e simmetria alla facciata.